# Gunung Megang (Kinal)
Gunung Megang is een bestuurslaag in het regentschap Kaur van de provincie Bengkulu, Indonesië. Gunung Megang telt 333 inwoners (volkstelling 2010).